# Cirkus Broadway
Cirkus Broadway är ett dubbelt livealbum av Eldkvarn som gavs ut på skivbolaget EMI, 1989. Det spelades in under konserter 18-21 juli 1988 på Gärdet i Stockholm, tillsammans med en mängd andra artister.

## Historia
I början av 80-talet hade Eldkvarn ett par riktigt tuffa år som innefattande mycket turnerande, varvat med inspelning av nya skivor. Idén att bryta detta mönster och att göra något annorlunda föddes. Runt 1985 undersökte bandet möjligheterna att genomföra en båtturné runtom i Sverige, men kom fram till att detta skulle bli alldeles för dyrt. När de sedan hörde av en vän att Christy Moore hade gjort konserter i ett cirkustält spann de vidare på idén.
Under förvåren 1988 kom de även fram till att de skulle bjuda in ett antal gäster, både annonserade och några hemliga, som skulle spela tillsammans med Eldkvarn. Kraven var att det skulle vara väl inrepat, artistens eget material, och framföras på svenska. De skulle även hyra in cikus- och varietéartister som skulle förhöja stämningen.
Åtta konserter gjordes under turnén med Cirkus Broadway. Det diskuterades även att filma föreställningarna, men detta blev aldrig av.

## Turnéplan
- 11 juli 1988 - Heden, Göteborg
- 12 juli 1988 - Heden, Göteborg
- 13 juli 1988 - Heden, Göteborg
- 14 juli 1988 - Heden, Göteborg
- 18 juli 1988 - Gärdet, Stockholm
- 19 juli 1988 - Gärdet, Stockholm
- 20 juli 1988 - Gärdet, Stockholm
- 21 juli 1988 - Gärdet, Stockholm

## Låtlista
Alla låtar är skrivna och komponerade av Plura Jonsson om inget annat anges. Framförs endast av Eldkvarn om inget annat anges. 
| 1.  | Cirkus Broadway / Ikväll | Claes von Heijne / Plura Jonsson |                                                                    | 1:50 |
| 2.  | Kungarna Från Broadway   |                                  |                                                                    | 3:24 |
| 3.  | Småstadskväll            |                                  |                                                                    | 2:54 |
| 4.  | Största Skvallret I Stan |                                  |                                                                    | 2:57 |
| 5.  | Kungsholmskopplet        | Carla Jonsson                    |                                                                    | 4:00 |
| 6.  | Se Dig Inte Om           | Johan Ekelund, Mauro Scocco      | Framförd tillsammans med Ratata. Percussion, kör: Mats Persson     | 3:35 |
| 7.  | Försent                  | Mauro Scocco                     | Framförd tillsammans med Ratata. Percussion, kör: Mats Persson     | 4:13 |
| 8.  | Vild, Vild, Vild         |                                  |                                                                    | 3:22 |
| 9.  | Romeo Och Diskerskan     | Tant Strul                       | Framförd tillsammans med Kajsa & Malena                            | 5:01 |
| 10. | Närmare Gränsen          | Peter LeMarc                     | Framförd tillsammans med Peter LeMarc. Keyboards: Torbjörn Hedberg | 5:05 |
| 11. | Längre Än Så             | Peter LeMarc                     | Framförd tillsammans med Peter LeMarc. Keyboards: Torbjörn Hedberg | 5:20 |
| 12. | Holberg Hotel            |                                  |                                                                    | 5:42 |

| 1.  | Visan Om Bo                  | Pugh Rogefeldt                             | Framförd tillsammans med Thåström                          | 2:51 |
| 2.  | Flyktsoda                    | Ebba Grön                                  | Framförd tillsammans med Thåström                          | 4:18 |
| 3.  | Din Mekaniska Bag            | Pugh Rogefeldt                             | Framförd tillsammans med Pugh Rogefeldt                    | 4:25 |
| 4.  | Här Kommer Natten            | Pugh Rogefeldt                             | Framförd tillsammans med Pugh Rogefeldt                    | 4:55 |
| 5.  | Surabaya Johnny              | Kurt Weill, Bertolt Brecht, Pugh Rogefeldt | Framförd tillsammans med Pugh Rogefeldt och Thåström       | 5:22 |
| 6.  | Nerför Floden                |                                            |                                                            | 4:31 |
| 7.  | Pojkar, Pojkar, Pojkar       |                                            |                                                            | 2:31 |
| 8.  | I Skydd Av Mörkret           |                                            |                                                            | 3:30 |
| 9.  | Älskaren Från Det Öde Landet |                                            |                                                            | 7:30 |
| 10. | Jag Brände Din Bild          | Lasse Lindbom, Marie Fredriksson           | Framförd tillsammans med Marie Fredriksson                 | 4:12 |
| 11. | Kärlekens Skuld              | Lasse Lindbom, Marie Fredriksson           | Framförd tillsammans med Marie Fredriksson                 | 4:02 |
| 12. | Sorger På Parad              | Nils Hellberg                              | Framförd tillsammans med Nils Hellberg och Jalle Lorensson | 2:53 |
| 13. | Falsk Matematik              | Peps Persson                               | Framförd tillsammans med Nils Hellberg och Jalle Lorensson | 4:13 |
| 14. | Kärlekens Tunga              |                                            |                                                            | 3:50 |
| 15. | Ikväll                       |                                            |                                                            | 3:47 |
| 16. | Cirkus Broadway              | Claes von Heijne                           |                                                            | 1:04 |

## Medverkande
- Plura Jonsson - Gitarr, sång
- Carla Jonsson - Gitarr, sång
- Tony Thorén - Bas, körsång
- Peter Smoliansky - Trummor
- Claes von Heijne - Keyboards
- Ebba Forsberg - Körsång, dragspel
- Jesper Lindberg - Steel guitar, banjo
- Bosse Linné - Violin, mandolin
- Thomas Opava - Percussion
- Marie Fredriksson - Sång
- Peter LeMarc - Sång
- Thåström - Sång
- Kajsa & Malena - Sång
- Ratata - Sång
- Pugh Rogerfeldt - Sång
- Nisse Hellberg - Sång
- Jalle Lorensson - Munspel
- Pontus Olsson - Ljudtekniker
- Alar Suurna - Mixning